# Gentlemani (film, 2019)
Gentlemani, v anglickém originále The Gentlemen, je akční komedie z roku 2019 režiséra Guye Ritchieho, který film také produkoval, je autorem scénáře a předlohy spolu s Ivanem Atkinsonem a Marnem Daviesem. Hlavní role ve filmu ztvárnili Matthew McConaughey, Charlie Hunnam, Henry Golding, Michelle Dockeryová, Jeremy Strong, Eddie Marsan, Colin Farrell a Hugh Grant.
Film vyvolal povětšinou nadšené reakce u filmových recenzentů, kteří chválili zejména režiséra, herce a scénář, mnoho z nich také kvitovalo, že Ritchie je zpátky ve formě. Nicméně někteří kritici vnímali negativně rasistický podtón a hrubý jazyk. Film byl též komerčně úspěšný, na pokladnách kin vydělal ke květnu 2020 po celém světě celkem 115 milionů amerických dolarů.
Film byl poprvé uveden dne 3. prosince 2019 v londýnském kině Curzon Mayfair. Premiéra filmu ve Spojeném království proběhla 1. ledna 2020 a ve Spojených státech amerických 24. ledna 2020. V Česku měl film premiéru 30. ledna 2020.

## O filmu
Film pojednává o americkém marihuanovém bossovi v Anglii (Matthew McConaughey), který se chystá prodat svůj podnik. Tím ale nečekaně rozpoutá kolotoč vydírání a intrik, který má za cíl jej zničit.

## Obsazení
| Matthew McConaughey | Michael „Mickey“ Pearson |
| Charlie Hunnam      | Raymond Smith            |
| Henry Golding       | Dry Eye (Suché oko)      |
| Michelle Dockeryová | Rosalind Pearson         |
| Jeremy Strong       | Matthew Berger           |
| Colin Farrell       | Coach (Trenér)           |
| Hugh Grant          | Fletcher                 |
| Eddie Marsan        | Big Dave (Velký Dave)    |
| Chidi Ajufo         | Bunny                    |
| Jason Wong          | Phuc                     |
| Brittany Ashworth   | Ruby                     |
| Samuel West         | Lord Pressfield          |
| Eliot Sumner        | Laura Pressfield         |
| Lyne Renée          | Jackie                   |
| Chris Evangelou     | Primetime                |
| Franz Drameh        | Benny                    |
| Bugzy Malone        | Ernie                    |
| Tom Wu              | Lord George              |
| John Dagleish       | Hammy                    |

## Recenze
- František Fuka, FFFILM.cz, 29. ledna 2020, [2]
- Stanislav Dvořák, Novinky.cz, 29. ledna 2020, [3]
- Lenka Vosyková, Červený koberec, 30. ledna 2020, [4]
- Jan Varga, FilmSpot, 30. ledna 2020, [5]
- Mirka Spáčilová, iDNES.cz, 31. ledna 2020, [6]
- Marek Čech, AV Mania, 2. února 2020, [7]
- František Jukl, Moviefan.cz, 3. února 2020, [8]
- Tomáš Lesk, NaFilmu.cz, 8. února 2020, [9]